# Barragem de Bhumibol
A Barragem de Bhumibol' (em tailandês:  เขื่อนภูมิพล, anteriormente conhecida por Barragem de Yanhi)  é uma barragem em arco de betão sobre o rio Ping, um afluente do rio Chao Phraya, no distrito de Sam Ngao, na província Tak, na Tailândia. Localiza-se a cerca de 480 km a norte de Banguecoque e foi construída para fins de armazenamento de água, produção de energia hidroelétrica, controle de inundações, pescas e gestão de intrusão de água salgada. Foi o primeiro projeto multipropósito da Tailândia.
A barragem foi assim nomeada em homenagem ao rei tailandês Bhumibol Adulyadej.